# 萬代裕子
萬代 裕子（まんだい ゆうこ、1984年6月22日 - ）は、ボイスワークス所属のフリーアナウンサー。元とちぎテレビアナウンサー、元NHK徳島放送局契約キャスター。

## 人物・経歴
- 詳細は基礎情報を参照。
- 中学校のときは軟式テニス部、高校では硬式テニス部に所属していた。好きな食べ物は パスタ、カレーライス。好きな言葉は「ピンチはチャンス」。
- NHK徳島放送局では、中村慶子が大阪へ転勤後、空席となっていた地上デジタル放送推進大使に就任した。同局で2年勤務したのち上京。以降しばらくは関東で活動している。2009年4月にとちぎテレビ入社。同10月に結婚。
- 「FLASH」2009年5月26日号の『地方局美人アナ大追跡!』で同じく同年4月に入社した片山侑紀とともに担当している番組を中心に1日密着取材を受けた（萬代は『SC一枚岩』）。
- 2010Jリーグ第30節、栃木SC対ギラヴァンツ北九州戦において、担当番組の「TOCHIGI FIGHTING!!SC一枚岩」のタイトルマッチとなった際、マンUグッズとしてTシャツとリストバンドが製作され試合会場で販売された。Tシャツは「とちテレSHOP」でも通販している。
- 2012年3月一杯でとちぎテレビを退社し、フリーアナウンサーに転向。ボイスワークスに所属した。また夫の仕事の都合で2012年12月より兵庫県在住。
- 2014年6月23日、第一子（長女）を出産した。
- 2016年2月11日、第二子（次女）を出産した[1]。
- 2018年10月、第三子（長男）を出産した[2]。

## フリーアナウンサー転向後の担当番組
- スカパー!サッカー中継（2012年大宮アルディージャ、2013年セレッソ大阪のリポートを担当）[3]
- 2012年度全国高等学校サッカー選手権大会埼玉県大会・全国大会リポート[4]
- ファイターズキャンプ中継リポーター[5]（2013年、GAORA）
- GAORAプロ野球中継リポーター（2013年、GAORA）
- J SPORTS STADIUMリポーター（オリックス戦、2015年、J SPORTS）
- DAZNサッカー中継ファジアーノ岡山リポーター（2017年 - 2018年5月）[6]

## とちぎテレビでの担当番組
- イブニング6 - 片山侑紀（元NHK函館放送局契約キャスター）と交替で担当。
- TOCHIGI FIGHTING!!SC一枚岩（栃木SCの応援番組）
- Jリーグ栃木SCホームゲーム中継（リポーター担当。とちぎテレビ・スカパー!）
- 全国高等学校サッカー選手権大会（リポーター担当）[7]
- その他とちぎテレビの報道番組

## NHK徳島での担当番組
- とくしまi
- ニュースとくしま610